# Венера Бризетская
Венера из Бризе — мраморная скульптура Венеры (Афродиты), обнаруженная вблизи французского посёлка Сен-Жу (департамент Луара) в 1937 году.
Первоначально считавшаяся древнеримским произведением, она была классифицирована как древний памятник (обретя статус исторического памятника) в 1938 году, пока не было обнаружено, что статуя была создана в 1936 году и в том же году закопана в землю художником, который сделал это в рекламных целях.

## История
Статуя была обнаружена 28 апреля 1937 года на кургане Бризе (Brizet), расположенном восточнее селения Этрат (L'Étrat). Вспахивая свое поле, фермер Жан Гонон (Jean Gonon) обнаружил статую, находившуюся в полуметре от поверхности земли. Скульптура изображала наполовину задрапированную женщину, с отломанными носом, левой рукой, кистью правой руки и нижней частью туловища. Высота статуи составляла 86 см, вес 87 кг.
Гонон сообщил о находке археологу-любителю Жану Рено и члену местного ученого общества Ноэлю Тьолье, региональному куратору исторических памятников. На основе мнения эллиниста, бывшего секретаря Родена Марио Менье, а также таких экспертов, как члена Академии надписей и изящной словесности Адриана Бланше и директора афинского Национального археологического музея Александра Филаделфевса, время создания статуи было датировано концом II века, и её объявили римской копией греческой Афродиты.
На основании мнения Ноэля Тьолье журнал L’Illustration сообщил об этой сенсационной находке в своем номере от 19 июня 1937 года, назвав даже автора работы — древнего скульптора Фидия. Обнаружение такого сокровища стало общенациональным событием, и журнал Journal officiel de la République française от 18 мая 1938 года объявил, что указом от 13 мая Венера Бризетская была отнесена к числу исторических памятников Франции.
Однако уже в ноябре 1938 года журналист из журнала Reflets раскрыл правду. Статуя оказалась не произведением античного искусства, а работой молодого художника итальянского происхождения из Сент-Этьена — Франсуа (Франческо) Кремонезе (François Crémonèse, 1907—2002). Он вырезал статую из тосканского мрамора (по гипсовой модели, для которой позировала молодая полька Анна Студницкая), после чего закопал своё творение 9 октября 1936 года на поле Жана Гонона, чтобы подготовить данную мистификацию и таким образом разрекламировать свой талант. Подлог был подтверждён указом от 21 октября 1939 года. Статуя не была возвращена автору, решением суда от 26 мая 1939 Жан Гонон остался её владельцем. Нынешнее местоположение скульптуры неизвестно.
Кремонезе в результате мистификации получил некоторую известность, но не обрёл признания, на которое рассчитывал. Он продолжил карьеру скульптора, изредка выставляясь, и умер в Сент-Этьене 5 декабря 2002 года.